# Juninho (calciatore 1986)
Paulo Roberto Valoura Junior, meglio noto come Juninho Valoura (Rio de Janeiro, 20 marzo 1986), è un ex calciatore brasiliano, di ruolo centrocampista.

## Caratteristiche tecniche
È un centrocampista centrale.